# Alejandra (telenovela)
Alejandra é uma telenovela venezuelana produzida e exibida pela RCTV entre 9 de fevereiro e 7 de outubro de 1994.
A trama é original de Delia Fiallo e é um remake da novela Rafaela, produzida em 1977.
Foi protagonizada por María Conchita Alonso e Jorge Schubert e antagonizada por Raquel Montero e Cecilia Villarreal.
Foi exibida na TVI em 1994/95, com o nome de " O Jogo da Vida" tendo a novela sido utilizada em suas reexibições, em 1995 e 1997

## Sinopse
Alejandra Martínez é uma mulher bonita e inteligente que dedicou sua vida a remédios para superar suas origens atormentadas e humildes e demonstrar a si mesma e aos que a rodeiam que ela pode contribuir para a sociedade sem ter filhos. Alejandra considera que as crianças são um fardo e uma fonte de obstáculos, como aconteceu com sua mãe, Caridad Martínez, que teve cinco filhos de homens diferentes acreditando que um homem poderia salvá-la da solidão, mas toda a deixou para seu destino.
Após um ano de estágios médicos e trabalho social em áreas rurais de seu país, Alejandra retorna ao bairro de sua família, classe trabalhadora, na zona ocidental de Caracas . Ele recebe um emprego no hospital local, onde ele enfrentará o diretor, o famoso cirurgião Alejandro Antúnez, a quem ele revela que ele é sua filha ilegítima. Mas Alejandra está determinada a provar a ela que não precisa dele para ter sucesso na vida.
A presença de Alejandra provoca um grande impacto na vida do Dr. Antúnez; A filha que ela havia esquecido agora é um médico inteligente e capaz que a faz sentir muito orgulhosa. Todos respeitam o jovem médico, exceto Luis José Báez, um jovem brilhante e jovem recentemente chegado da Argentina , conhecido por ser tão sexista como mulherengo.
A atração entre Alejandra e Luis José será escondida pelos conflitos constantes que eles têm, mas o amor surgirá entre eles. Alejandra, no entanto, apesar de suas apreensões, fica gravida, o que repete a história de sua mãe.
Mireya, esposa de Luis José, chega em Caracas de Buenos Aires para recuperar o marido e descobre esse idílio que acaba. Obcecado pelo medo de perder Luis José porque ele é muito mais velho do que ele, ele passou muitos anos brincando com seus sentimentos, fazendo-o acreditar que ele era o único responsável pela perda de seu filho, quando na realidade era ela quem um aborto foi causado (do qual era estéril) para não danificar sua figura.
Ao saber que Alejandra está esperando uma criança de seu marido, Mireya procura por alguma maneira de eliminá-la. Para isso, ele recebe o apoio de Morela, a esposa egoísta e arrogante de Alejandro Antúnez; ela sempre sabia sobre a existência de Alejandra, mas ela sempre o escondeu de seu marido para que ela não negligenciasse Alicia, sua filha legítima, uma garota reprimida que acabou caindo em alcoolismo.

## Elenco
- María Conchita Alonso - Alejandra Martínez
- Jorge Schubert - Luis José Báez
- Raquel Montero - Mireya de Báez
- Manuel Escolano - Alfredo
- Cecilia Villarreal - Morela de Antúnez
- Raúl Xiquéz - Alejandro Antúnez
- Oswaldo Mago - Víctor Acuña
- Alicia Plaza - Ileana
- Reina Hinojosa - Gisela
- Ana Castell - Caridad Martínez
- Eduardo Gadea Pérez - Diógenes
- Angélica Herrera - Belén Martínez
- Ricardo Bianchi - Raúl Herrera
- Félix Loreto - Porfirio
- Loly Sánchez - Rosalba Martínez
- Erika Medina - Alicia Antúnez
- Rafael Romero - Chucho Martínez
- Flor Elena González - Domitila Fonseca
- Antonio Machuca - Tulipán
- Iván Tamayo - Carlos Alberto Medina
- Haydi Velázquez - Arelis Bustamante de Medina
- Laura Términi - Niurka
- Franchesca Términi - Luly
- Juan Carlos Láres - Chamito
- Lourdes Medrano - Ela mesma
- Nelson Bustamante - Nelson Bustamante
- Rosario Prieto - María de Bustamante
- Esperanza Magaz - Rosario
- Tania Sarabia - Isabel
- Marcos Campos
- Fernando Flores
- Enrique Ibáñez
- Nancy Soto
- Lucía Sanoja
- Rolando Padilla
- Zuleima González
- Milagro Alvarado
- Zuleima Matheus
- José Rubens
- Lesbis Mendoza
- José Méndez
- Jeannette González
- Alexandra De Din
- Yugüe López
- Raimundo Rondón
- Moisés Correa
- Julcris Silva

## Versões
- Rafaela -  Novela venezuelana produzida pela Venevisión em 1977 e protagonizada por Chelo Rodríguez e Arnaldo André.

- Roberta - Novela produzida pela RCTV em 1986 e protagonizada por Irene Esser e Carlos Felipe Álvarez.

- Rafaela -  Novela mexicana produzida pela Televisa em 2011 e protagonizada por Scarlet Ortiz e Jorge Poza[2].